# La storia di Marco Polo detta Il Milione
La storia di Marco Polo detta Il Milione è una storia a fumetti della Disney scritta da Guido Martina e Romano Scarpa e disegnata da quest'ultimo; venne pubblicata in Italia nel 1982 e successivamente venne ristampata In Italia e in altri paesi del mondo. Seppur ispirata all'omonima opera biografica di Marco Polo, nasceva come parodia dello sceneggiato Marco Polo trasmesso nello stesso anno in Italia dalla Televisione di stato.

## Storia editoriale
Venne pubblicata in quattro puntate su Topolino dal n. 1409 al n. 1412 dal 28 novembre al 19 dicembre 1982.

## Trama
Paperon de' Paperoni compra degli studi di produzione televisiva e vorrebbe realizzare un film sulla storia di Marco Polo; incarica così Topolino di scriverne la sceneggiatura e chiama poi parenti e conoscenti per impiegarli come attori a basso prezzo. Man mano che Topolino racconta la sceneggiatura al cast, Paperone, preoccupato dell'eccessivo dispendio di mezzi, poco alla volta taglia molte delle scene, proponendo di narrare semplicemente un riassunto delle parti tagliate; alla fine, complice anche la gelosia di Paperina nei confronti di Paperino che si troverebbe a interagire con una bella e giovane attrice, Paperetta Yè Yè, il progetto va a monte.